# Калбатау
Калбатау (каз. Қалбатау, до 2007 г. — Георгиевка) — село, административный центр Жарминского района Абайской области Казахстана. Административный центр Калбатауского сельского округа. Находится примерно в 48 км к юго-востоку от города Чарска и в 105 км к юго-западу от города Усть-Каменогорска. Код КАТО — 634430100.
Ближайшая железнодорожная станция Жангизтобе в 35 км. Основан в 1893 году переселенцами из Таврической губернии. Через Калбатау проходят автомобильные дороги государственного значения Семей — Зайсан и Алматы — Усть-Каменогорск.

## Население
В 1999 году население села составляло 11986 человек (5871 мужчина и 6115 женщин). По данным переписи 2009 года в селе проживало 10214 человек (4939 мужчин и 5275 женщин).
На начало 2019 года, население села составило 9680 человек (4842 мужчины и 4838 женщин).

## Известные уроженцы
- Кабден Байдосов (1934—1997) — первый в Казахстане мастер спорта по вольной борьбе, 6-кратный чемпион Казахской ССР.
- Акежан Кажегельдин  (27 марта 1952 года) — казахстанский государственный, политический и общественный деятель, экс-премьер-министр Республики Казахстан, оппозиционер, депутат Верховного Совета Республики Казахстан 12-го созыва.